# Питър Грийнауей
Питър Грийнауей, CBE (на английски: Peter Greenaway) е британски филмов режисьор, сценарист, писател и художник, носител на награда БАФТА.
Той е командор на Ордена на Британската империя от 2007 г. за приноса му към филмовата индустрия.

## Биография
Грийнауей е роден в Нюпорт в Уелс (майка му е уелска), но израства в Англия. Семейството напуска Уелс и се мести в Есекс, когато той е на три години. Още в ранните си години той решава, че иска да стане художник. Развива интерес към европейското кино, насочен към филмите на Антониони, Бергман, Годар, Пазолини и Рене.
През 1962 г. влиза в Уолтъмстоуския колеж по изкуство, където сред колегите му е музикантът Иън Дъри (комуто по-късно Грийнауей дава роля в „Готвачът, крадецът, неговата жена и нейният любовник“). Грийнауей прекарва следващите три години там, а още с пристигането си прави първия си филм „Death of sentiment“ – за гробищен инвентар, кръстове, летящи ангели, типография върху надгробни камъни, който е сниман в четири големи лондонски гробища. През 1965 г. започва работа в британската Централна служба за информация, където остава през следващите 15 години като филмов редактор и по-късно режисьор.
Грийнауей преподава кинонауки в Европейското висше училище в Заас-Фее, Швейцария, където води интензивни летни семинари. През 2002 г. получава почетен докторат от Департамента по медия и комуникации.
Той има принос също в „Погледи към Европа“, сбирка от кратки филми от различни режисьори от Европейския съюз. Неговият филм за Великобритания се нарича „Европейският душ“. В началото на 2005 г. е обявено, че прави филм за холандския художник Рембранд ван Рейн, който излиза по екраните през 2007 г. Филмът е озаглавен „Nightwatching“.

## Кариера
През 1966 г. прави филм, наречен „Влак“, съставен от снимки на последния парен влак, пристигащ на гара Уотърлоу (непосредствено зад Централната служба за информация), структурирани в абстрактен Ман Рей ballet mécanique, всички монтирани върху musique concrète озвучаване. Той прави през 1966 г. също така и филм, наречен „Дърво“, в който въпросното дърво е заобиколено от бетон до Роял Фестивал Хол на Саут Банк в Лондон. През 70-те години Питър Грийнауей става много по-сериозен в правенето на филми. През 1978 г. той прави „Vertical Features Remake“ и A Walk Through H. Първият е изследване на аритметичната структура, а вторият – пътуване през различни карти.
Отличителна черта на много от филмите на Грийнауей е силното влияние на ренесансовата и особено фламандската живопис в композицията на сцените и осветлението със своя контраст на костюми и натурализирана голота, природа и архитектура, мебели и хора, сексуално удоволствие и болезнена смърт.
Грийнауей често работи с композитора Майкъл Найман, който е известен с озвучаването на филми като „Договорът на чертожника“, „Готвачът, крадецът, неговата жена и нейният любовник“, „Книгите на Просперо“.
През 1980 г. Грийнауей завършва „The Falls“ – гигантска, фантастична, абсурдистка енциклопедия от материали, свързани с летенето, всички свързани с 92 жертви на Непознато Стихийно Събитие (Violent Unknown Event). През 80-те години излизат някои от най-добрите филми на Грийнауей „Договорът на чертожника“ през 1982, „Зед и две нули“ през 1985, „The Belly of an Architect“ през 1987, „Да се давиш в цифри“ през 1988 и най-успешния (за масовите предпочитания) филм през 1989, „Готвачът, крадецът, неговата жена и нейният любовник“. През 1989 г. си сътрудничи с художника Том Филипс в телевизионната мини-серия, драматизираща първите няколко части на „Ад“ на Данте.
През 90-те години идват визуално ефектният „Книгите на Просперо“ през 1991, спорният „Бебето от Макон“ през 1993, „Записки под възглавката“ през 1996 и „8½ жени“ през 1999 г.
През 2003 – 2005 г. Грийнауей работи върху амбициозен проект – „Куфарите на Тълс Лупър“, мултимедийна екстраваганца, използваща иновативни филмови техники.

## Филмография
Пълнометражни филми
- „Падания“ („The Falls“, 1980)
- „Договорът на чертожника“ („The Draughtsman's Contract“, 1982)
- „Зед и две нули“ („A Zed & Two Noughts“, 1985)
- „Търбухът на архитекта“ („The Belly of an Architect“, 1987)
- „Да се давиш в цифри“ („Drowning by Numbers“, 1988)
- „Готвачът, крадецът, неговата жена и нейният любовник“ („The Cook, the Thief, His Wife & Her Lover“, 1989)
- „Книгите на Просперо“ („Prospero's Books“, 1991)
- „Бебето от Макон“ („The Baby of Mâcon“, 1993)
- „Записки под възглавката“ („The Pillow Book“, 1996)
- „8 жени и половина“ („8 1/2 Women“, 1998)
- „Куфарите на Тълс Лупър“ („ The Tulse Luper Suitcases“, 2005)
- „Нощна стража“ („Nightwatching“, 2007)
- „Голциус и компанията „Пеликан““ („Goltzius and the Pelican Company“, 2012)
- „Айзенщайн в Гуанахуато“ („Eisenstein in Guanajuato“, 2015)
- „Разходка до Париж“ („Walking to Paris“, 2019)

Късометражни филми
- Death of Sentiment (1962)
- Tree (1966)
- Train (1966)
- Revolution (1967)
- 5 Postcards from Capital Cities (1967)
- Intervals (1969)
- Erosion (1971)
- H Is for House (1973)
- Windows (1975)
- Water Wrackets (1975)
- Water (1975)
- Goole by Numbers (1976)
- Dear Phone (1978)
- Vertical Features Remake (1978)
- A Walk Through H: The Reincarnation of an Ornithologist (1978)
- 1 – 100 (1978)
- Making a Splash (1984)
- Inside Rooms: 26 Bathrooms, London & Oxfordshire (1985)
- Hubert Bals Handshake (1989)
- Rosa: La monnaie de munt (1992)[3]
- Peter Greenaway (1995) - сегмент от Lumière and Company
- The Bridge Celebration (1997)[3]
- The Man in the Bath (2001)
- European Showerbath (2004) - сегмент от Visions of Europe
- Castle Amerongen (2011)
- Just in Time (2013) - сегмент от 3x3D[3][4]

Документални и псевдодокументални филми
- Eddie Kid (1978)
- Cut Above the Rest (1978)
- Zandra Rhodes (1979)
- Women Artists (1979)
- Leeds Castle (1979)
- Lacock Village (1980)
- Country Diary (1980)
- Terence Conran (1981)
- Four American Composers (1983)
- The Coastline (also known as The Sea in their Blood) (1983)[3][5]
- Fear of Drowning (1988)
- The Reitdiep Journeys (2001)[3]
- „Аз обвинявам на Рембранд“ („Rembrandt's J'accuse“, 2008)
- The Marriage (2009)[3]
- Atomic Bombs on the Planet Earth (2011)[3]

Телевизионни проекти
- Act of God (1980)[6][7]
- Death in the Seine (French TV, 1988)
- A TV Dante (mini-series, 1989)
- M Is for Man, Music, Mozart (1991)
- A Walk Through Prospero's Library (1992)
- Darwin (French TV, 1993)
- The Death of a Composer: Rosa, a Horse Drama (1999)

## Изложби
- The Physical Self, Museum Boymans van Beuningen, Rotterdam (1991)[8]
- 100 Objects to represent the World (1992) във Виенската академия за изящни изкуства и двореца Хофбург
- Stairs 1 Geneva (1995)
- Flyga över vatten/Flying over water, Malmö Konsthall (16/9 2000 – 14/1 2001)
- Peopling the Palaces at Venaria Reale, Palace of Venaria (2007)
- Heavy Water, Chelouche Gallery, Tel Aviv (2011)
- Sex & The Sea, Maritiem Museum, Rotterdam (2013)
- The Towers/Lucca Hubris, Lucca (2013)